# Mihajlovac (Smederevo)
Mihajlovac (serbocroata cirílico: Михајловац) es un pueblo de Serbia, constituido administrativamente como una pedanía de la ciudad de Smederevo en el distrito de Podunavlje del centro del país.
En 2011 tenía 2948 habitantes. Casi todos los habitantes son étnicamente serbios.
Se conoce la existencia del pueblo desde los censos de 1818-1822, cuando se menciona como una aldea llamada "Konjska", que tenía unas sesenta casas. Adoptó su topónimo actual en 1859. El pueblo se desarrolló notablemente en la primera mitad del siglo XX, por su proximidad a la ciudad de Smederevo y por su ubicación en un cruce importante de carreteras.
Se ubica unos 10 km al sur de la ciudad de Smederevo, junto a la autovía A1 que lleva a Niš. De este pueblo sale de la autovía hacia el suroeste la carretera 109b, que tras formar la avenida principal de Mihajlovac lleva a Smederevska Palanka.